# Henry S. Caulfield
Henry Stewart Caulfield (ur. 9 grudnia 1873 w Saint Louis, zm. 11 maja 1966 tamże) – amerykański polityk, działacz Partii Republikańskiej, prawnik.
W latach 1907–1909 reprezentował 11. okręg Missouri w Izbie Reprezentantów Stanów Zjednoczonych. Od 1929 do 1933 pełnił funkcję gubernatora stanu Missouri.
Był dwukrotnie żonaty. Miał czworo dzieci.